# Ботово (Волоколамский район)
Ботово — деревня в Волоколамском районе Московской области России. Входит в состав сельского поселения Кашинское. Население — 749 чел. (2010).

## География
Деревня Ботово расположена на северо-западе Московской области, в северной части Волоколамского района, на автодороге Р107 Клин — Лотошино, примерно в 10 км к северу от города Волоколамска, на левом берегу реки Чёрной (бассейн Иваньковского водохранилища). Связана автобусным сообщением с районным центром. В деревне две улицы — Декабриста Муравьева и Новая, тер. Микрорайон. Ближайшие населённые пункты — деревни Бортники, Давыдово и Софьино.

## Население
| 1852 | 1859 | 1926 | 2002 | 2006 | 2010 |
| ---- | ---- | ---- | ---- | ---- | ---- |
| 251  | →251 | ↗296 | ↗683 | ↗776 | ↘749 |

## История
Впервые упоминается в сотной грамоте 1543 года как село Ботово. Название происходит от фамилии Ботов.

7134 г. (1626) село Ботово на речке Черной находилось в Староволоцком стану во владении «за князем Петром княж Алексеевым сыном Долгорукова, деда его роднаго, а матери ево отца, Петровская вотчина Иванова сына Мижуева, в селе храм Николы чудотворца стоит без пения; пашни церковной не написано».— Исторические материалы о церквах и сёлах XVI—XVIII ст.
В 1646 году село принадлежало князю Дмитрию Алексеевичу Долгорукову, в 1678 году — его сыну, князю Владимиру, а в 1705—1710 гг. — его внуку, князю Михаилу Владимировичу Догорукову.
Позже в селе была вновь построена церковь во имя Благоверного Князя Михаила Ярославича Тверского.
После смерти князя Михаил Владимировича, в 1750 году, село Ботово, по церкви также именуемое Михайловским, досталось его дочери — княжне Аграфене, которая в 1768 году отдала село племяннику, князю Михаилу Васильевичу Долгорукову. В 1786 году село было продано.
В «Списке населённых мест» 1862 года Ботово — владельческое село 2-го стана Волоколамского уезда Московской губернии по левую сторону Клинского тракта (из Волоколамска), в 9 верстах от уездного города, при пруде, с 29 дворами, православной церковью и 251 жителем (125 мужчин, 126 женщин).

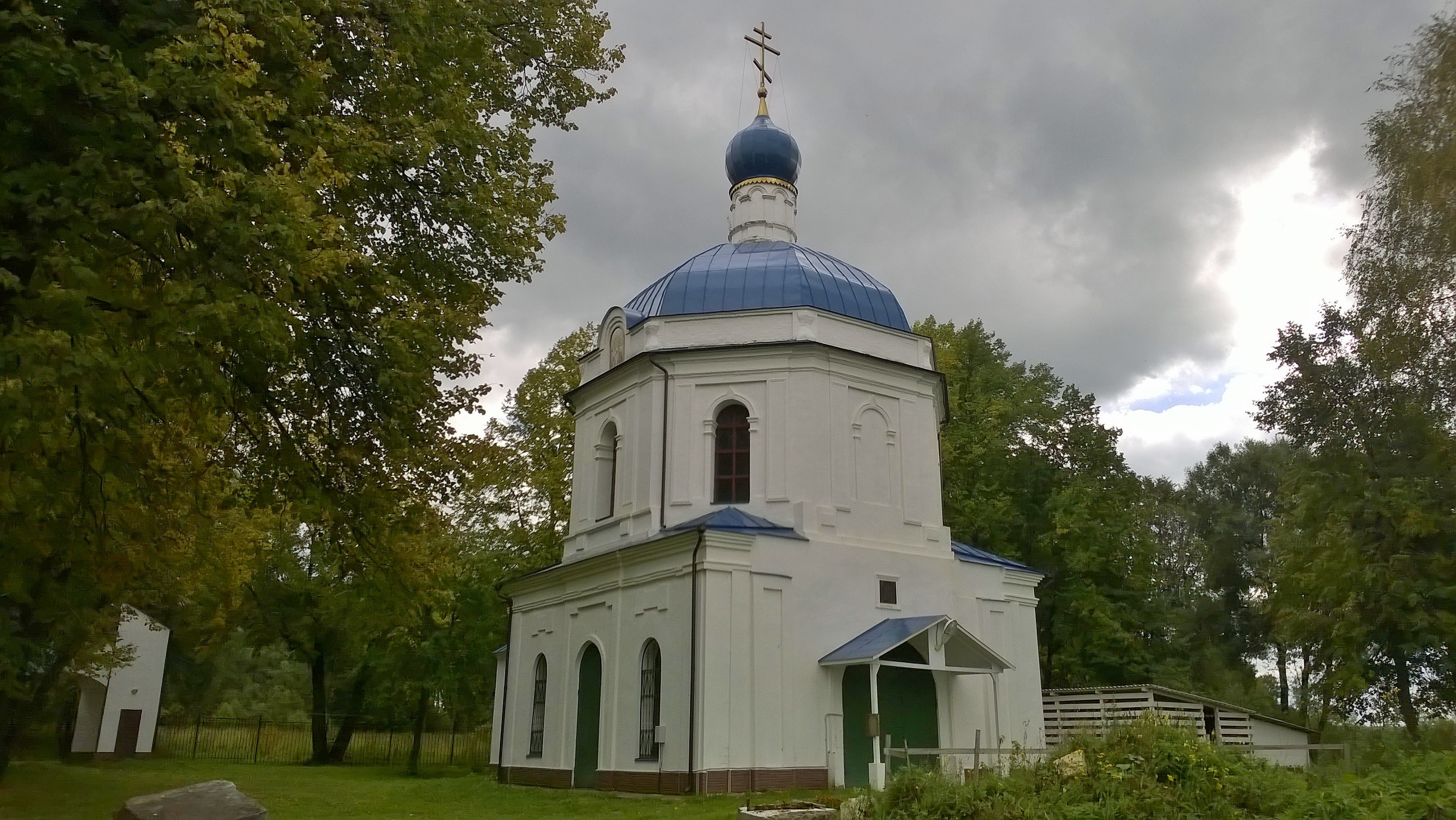
Храм Воскресения Христова

По данным 1890 года входило в состав Буйгородской волости Волоколамского уезда, в селе имелись земское училище и сыроваренный завод, число душ мужского пола составляло 113 человек.
В 1913 году — 46 дворов и имение Д. Н. Шипова.
По материалам Всесоюзной переписи 1926 года — центр Ботовского сельсовета Буйгородской волости Волоколамского уезда, проживало 296 жителей (130 мужчин, 166 женщин), насчитывалось 56 хозяйств, среди которых 54 крестьянских, имелась школа.
С 1929 года — населённый пункт в составе Волоколамского района Московского округа Московской области. Постановлением ЦИК и СНК от 23 июля 1930 года округа как административно-территориальные единицы были ликвидированы.
В 1954 году Ботовский сельсовет был упразднён, все его селения переданы Поповкинскому сельсовету.
1954—1963 гг. — населённый пункт Поповкинского сельсовета Волоколамского района.
1963—1965 гг. — населённый пункт Поповкинского сельсовета Волоколамского укрупнённого сельского района.
1965—1972 гг. — населённый пункт Поповкинского сельсовета Волоколамского района.
1972—1994 гг. — центр Стеблевского сельсовета Волоколамского района (Поповкинский сельсовет переименован в Стеблевский).
В 1994 году Московской областной думой было утверждено положение о местном самоуправлении в Московской области, сельские советы как административно-территориальные единицы были преобразованы в сельские округа.
1994—2006 гг. — центр Стеблевского сельского округа Волоколамского района.
С 2006 года — деревня сельского поселения Кашинское Волоколамского муниципального района Московской области.

## Достопримечательности
В деревне Ботово расположена усадьба, где жил декабрист Александр Николаевич Муравьёв, и где неоднократно бывал декабрист Иван Дмитриевич Якушкин. При усадьбе есть парк площадью 20 га и церковь. Усадьба имеет статус памятника истории.
Церковь Воскресения Господня была сооружена в Ботове в 1771—1775 годах и перестроена во второй половине XIX века. Памятник архитектуры.